# Землетрус у Шлефі (1954)
Землетрус у Шлефі 1954 року стався в провінції Шлеф в Алжирі 9 вересня о 02:04:43 за місцевим часом. Поштовх становив 6,7 за шкалою величини моменту та мав максимальну інтенсивність Меркаллі XI (Екстремальна). Він знищив Шлеф, який тоді називався Орлеанвіль, залишивши понад 1243 людини вбитими та 5000 пораненими. Збитки оцінили в 6 мільйонів доларів. За ним сталися численні підземні поштовхи. Алжир щорічно стикається з землетрусами, і після прийняття перших інженерних інструкцій проти сейсмів у 1717 році було внесено кілька змін до своїх будівельних норм проти сейсмів.

## Геологія
Щороку в Алжирі відбуваються потужні землетруси, які варіюються за шкалою інтенсивності Меркаллі від VI (сильний) до XI (надзвичайний). У 1980 році Шлеф постраждав від ще одного сильного землетрусу, який забрав життя 3500 людей. Район Атлаських гір стикається з асейсмічними деформаціями (зміна форми, не пов’язана з рухом розломів), причому кожного року зміщується лише крайова плита. Обидва землетруси в Члефі виникли з однієї зони зворотного розлому.
Згідно з даними Міжнародного сейсмологічного центру, землетрус 1954 року мав магнітуду 6,7 за шкалою балів та мав глибину 15 км. Є докази скорочення земної кори вздовж напряму NW-SE поблизу епіцентру, але структура будь-яких розломів погано вивчена. Оскільки Алжир має тонкий шельф і крутий береговий схил, підводні зсуви досить поширені, особливо під час землетрусів. Під час землетрусу 1954 року п'ять підводних телефонних кабелів у Середземному морі були перерізані лавиною, три з них записали точний час удару.

## Збитки та жертви
Поштовхи поширювалися на захід до Мостаганему, на південь до Тіарет і на схід до Тізі-Узу, і багато підземних поштовхів слідували за землетрусом, включаючи сильний поштовх о 22:18 UTC 16 вересня, який ще більше завдав шкоди Орлеансвілю. Головний удар розірвався 16 км (9,9 миля) породи, розриваючи розломи та створюючи видимі тріщини в землі вздовж масиву Дахра. Ті, хто вижив, описували відчуття обертання вздовж осі, а уламки нагадували їм «розбомблені міста Європи». Геологічна служба Сполучених Штатів вважає землетрус 1954 року одним із найбільш смертоносних землетрусів в історії. Agence France-Presse (AFP) повідомило, що це був найсильніший землетрус в історії Північної Африки.

## Наслідки
Орлеанвіль був зруйнований землетрусом; п'ята його частина була повністю зруйнована, вона була відбудована та перейменована на Ель-Аснам, а пізніше — на Члеф.